# Issah Abass
Issah Abass (sinh 26 tháng 9 năm 1998) là một cầu thủ bóng đá Ghana thi đấu ở vị trí tiền đạo cho Olimpija Ljubljana.